# Lazeščyna
Lazeščyna (ukrajinsky Лазещина, maďarsky Mezőhát, česky Lazeština) je obec v Jasiňské územní komunitě, v Rachovském rajónu Zakarpatské oblasti. Leží na úpatí Hoverly několik kilometrů od Jasině a je poslední obcí v oblasti na trase z Rachova do Ivanofrankivské oblasti. V období ČSR byla v rámci Podkarpatské Rusi poslední vesnicí na hranicích s Polskem. Má 4174 obyvatel a plochu 10,78 km².
Nachází se zde železniční zastávka, kde zastavují osobní vlaky z Rachova do Kolomyje a Ivano-Frankivska.

## Místní části
| Transkripce do latinky | Ukrajinský název v azbuce |
| Bubni                  | Бубні                     |
| Debrja                 | Дебря                     |
| Plytovatyj             | Плитоватий                |
| Stebnyj-Sidoryn        | Стебний-Сідорин           |
| Studenyj               | Студений                  |
| Zymir                  | Зимір                     |

## Fotogalerie

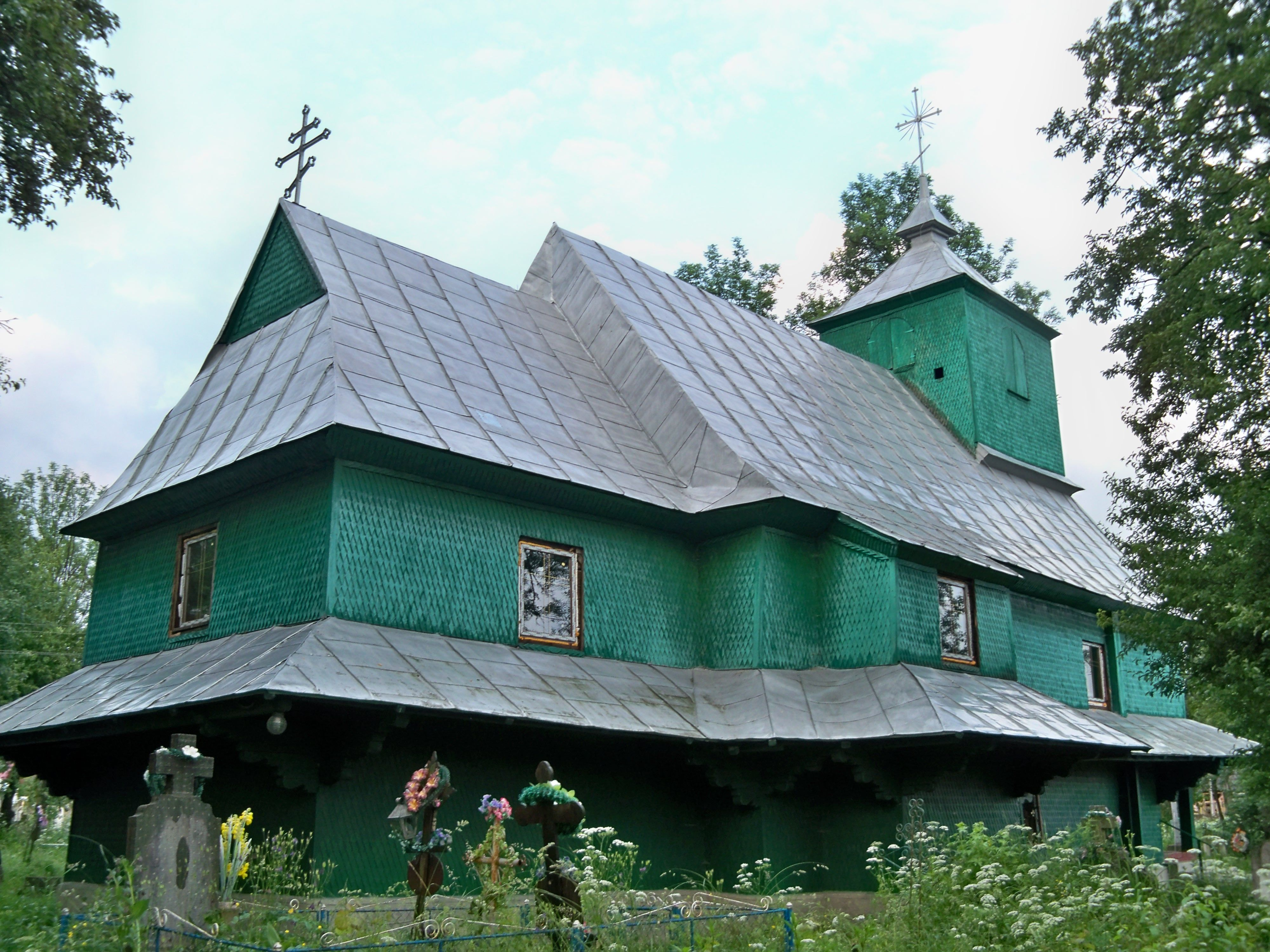
Lazeščyna, chrám sv. Petra a Pavla
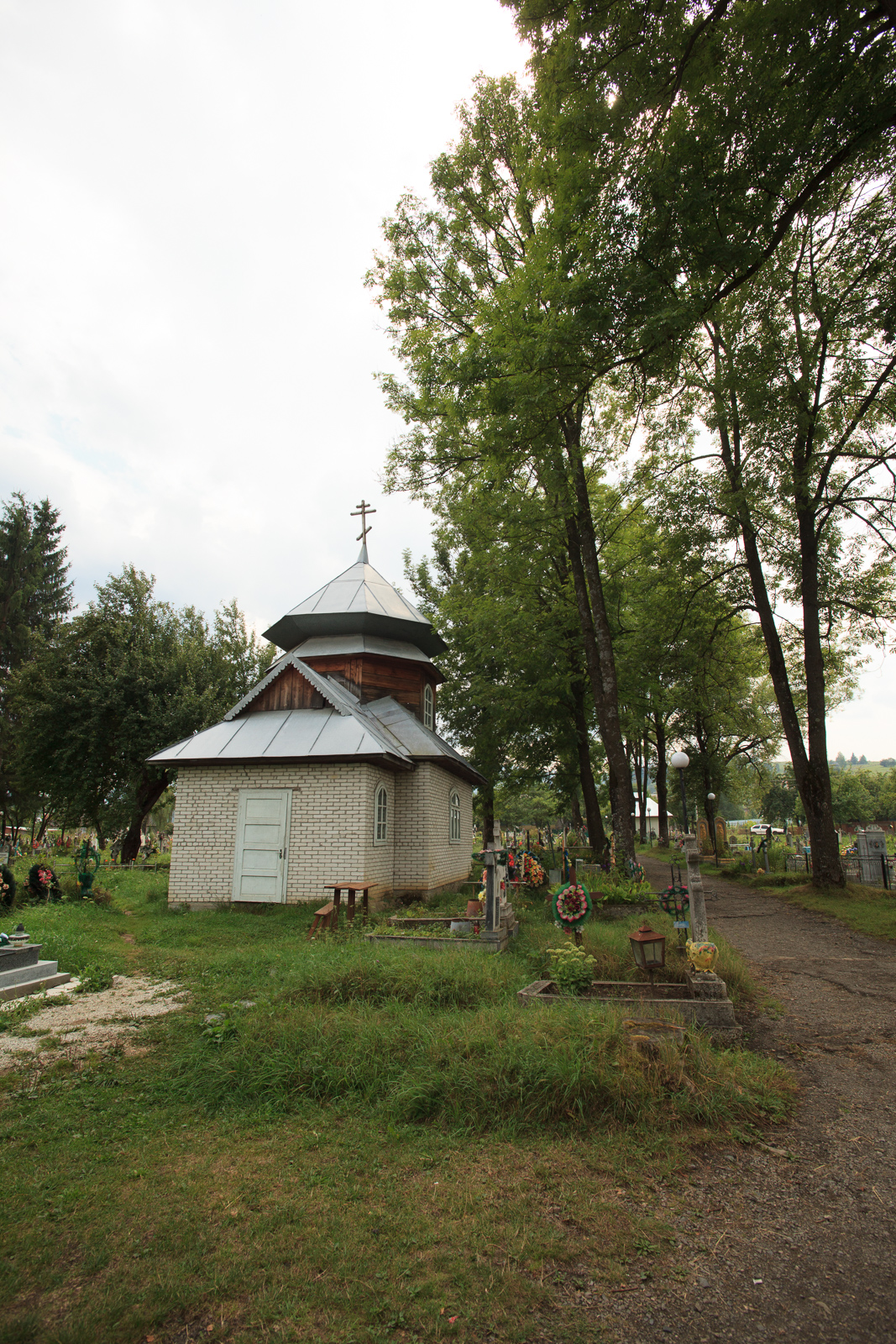
Zvonice u chrámu sv. Petra a Pavla v Lazeščyně
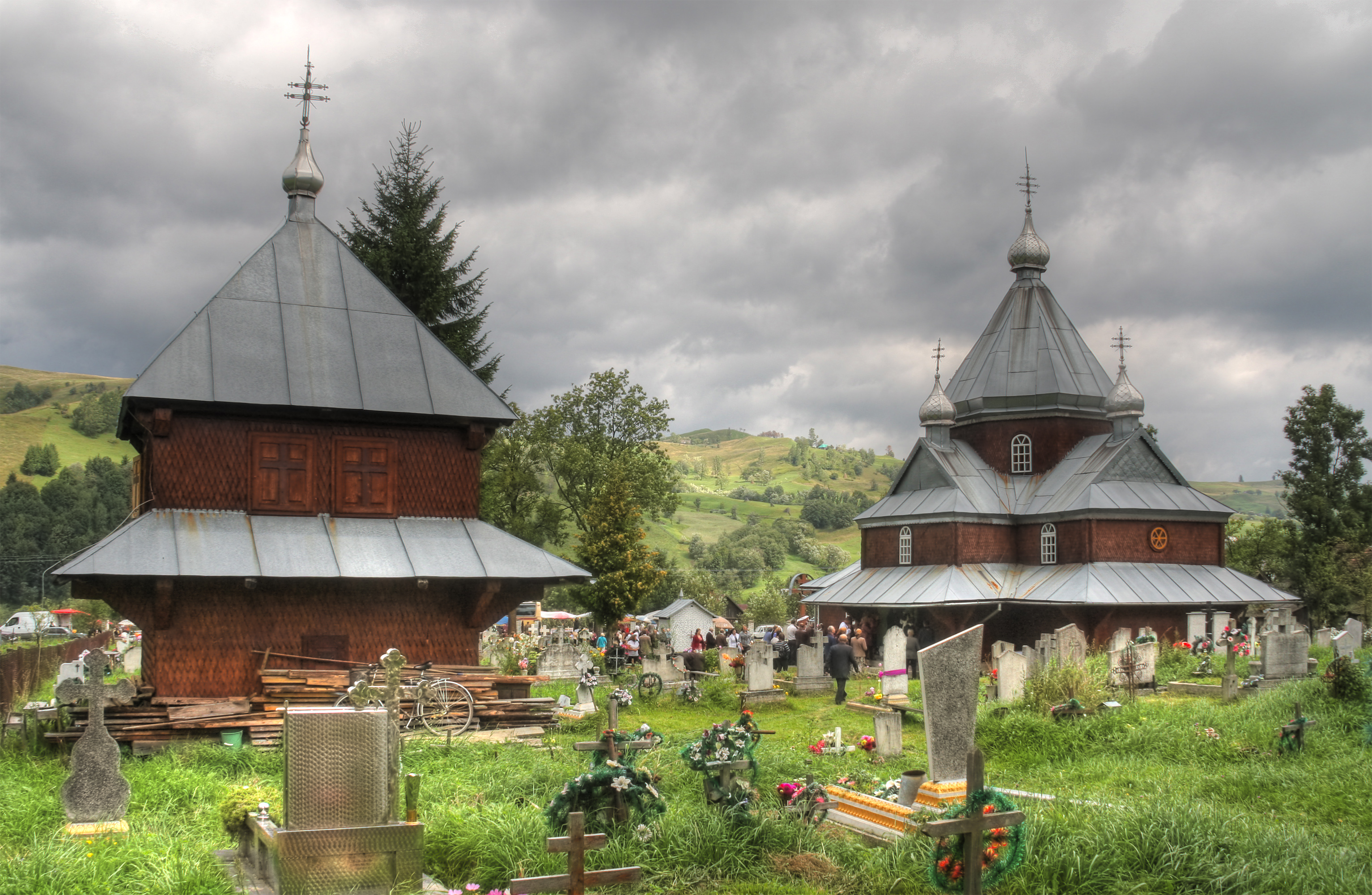
Lazeščyna, Plytovatyj – Chrám Proměnění Páně
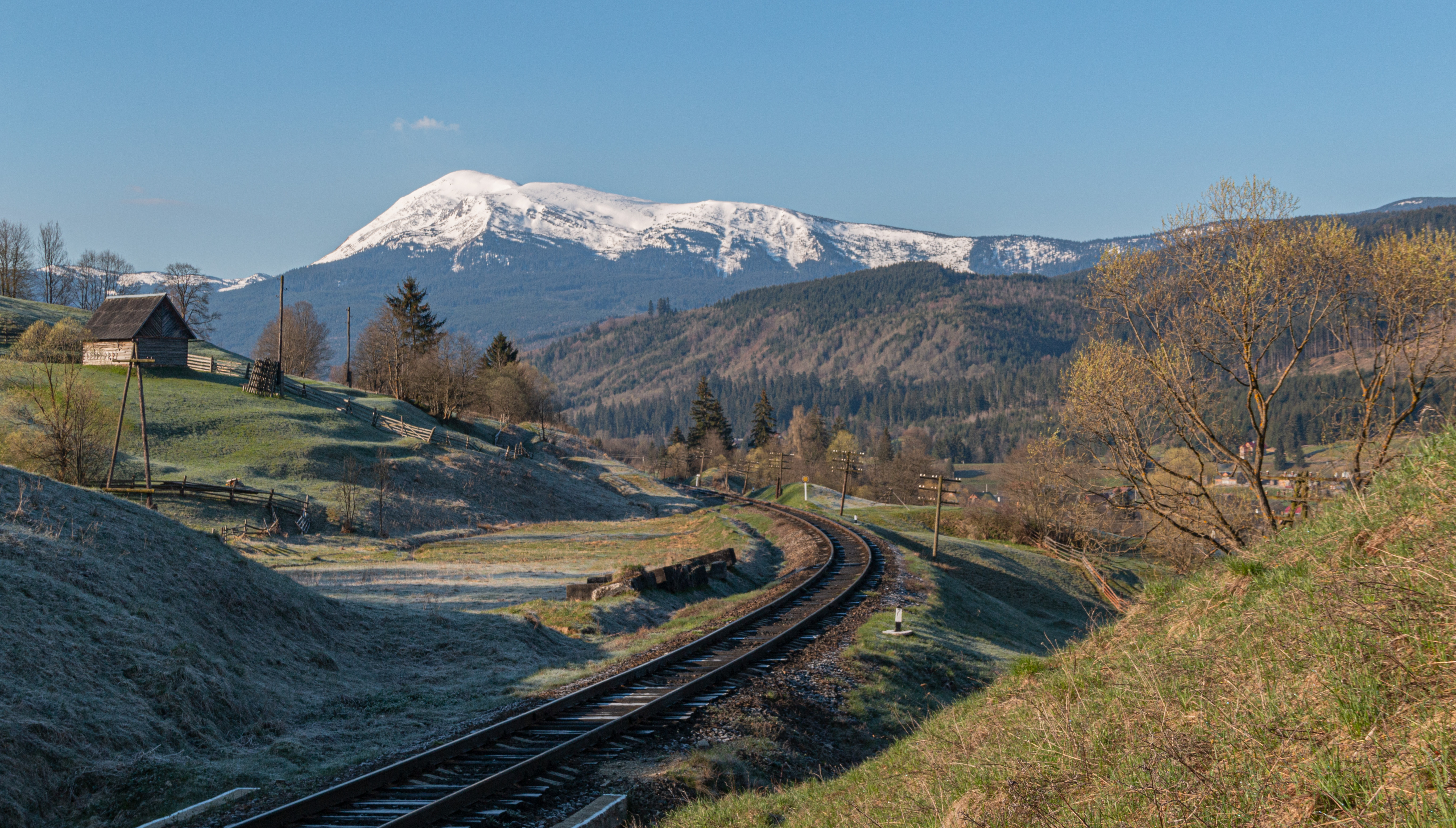
Lazeščyna, pohled na Hoverlu